# Volodymyr Stankevych
Volodymyr Stankevych (en ukrainien : Володимир Станкевич), né le 17 mai 1995, est un escrimeur ukrainien spécialiste de l'épée. En 2017, il est sacré vice-champion d'Europe par équipes.

## Carrière
Volodymyr Stanlevych débute l'escrime à dix ans et décide de s'y consacrer professionnellement quatre ans plus tard. Il est entre autres entraîné par son père, Volodymyr Stankevych Senior, qui se trouve également être le maître d'armes de l'équipe ukrainienne d'épée masculine.
Sa première victoire internationale remonte à 2015, lors de l'Universiade d'été de Gwangju, lorsqu'il atteint la deuxième place du podium par équipes.
En 2017, il remporte la médaille d'argent aux Championnats d'Europe d'escrime 2017 avec ses compatriotes Anatoliy Herey, Bohdan Nikishyn et Maksym Khvorost après avoir perdu contre les Russes (32-33).
Il remporte pour la première fois une médaille en coupe du monde à Tbilissi en 2022, après avoir vaincu Inochi Itō, champion d'Asie en 2016.

## Palmarès
- Championnats d'Europe
  -  Médaille d'argent par équipes aux championnats d'Europe 2017 à Tbilissi
- Jeux européens
  -  Médaille de bronze en individuel aux Jeux européens de 2023 à Cracovie
- Épreuves de coupe du monde
  -  Médaille d'or à la coupe du monde de Tbilissi sur la saison 2021-2022[6]
  -  Médaille de bronze par équipes au Challenge Monal à Paris sur la saison 2017-2018
  -  Médaille de bronze au Grand Prix de Berne sur la saison 2017-2018
- Universiades
  -  Médaille d'argent en équipe à l'Universiade d'été de 2015 à Gwangju[7]

## Classement en fin de saison
| Année | 2015 | 2016 | 2017 | 2018 | 2019 | 2020 | 2021 | 2022 |
| ----- | ---- | ---- | ---- | ---- | ---- | ---- | ---- | ---- |
| Rang  | 204  | 112  | 71   | 28   | 65   | 43   | 46   | 15   |